# Werner Hoppe (RAF-Mitglied)
Werner Arthur Hoppe (* 7. Februar 1949 in Hamburg) ist ein ehemaliges Mitglied der linksextremistischen terroristischen Vereinigung Rote Armee Fraktion (RAF). Er unterstützte 1970/71 die erste Generation der RAF durch Fahrzeugdiebstähle und Einbrüche in Meldeämter und war an einem Banküberfall beteiligt. Im Juli 1971 wurde er in Hamburg verhaftet und schoss dabei auf Polizisten. Deswegen wurde er 1973 wegen versuchten Totschlags zu zehn Jahren Freiheitsstrafe verurteilt. 1979 wurde er wegen einer schweren Erkrankung vorzeitig aus der Haft entlassen.

## Leben
Werner Hoppe lebte 1970 in Berlin. Als Mitglied der studentischen Organisation „Lumpenproletariat“ kam er in Kontakt mit der ersten Generation der RAF. Er gehörte zur Unterstützerszene und war einer der „Autoknacker“ der Gruppe. Im Jahr 1970 beging Hoppe mindestens sieben Fahrzeugdiebstähle für die RAF, war an mindestens einem Banküberfall und einem Einbruch zwecks Dokumentendiebstahls beteiligt.
Am 15. Juli 1971 wurde Hoppe, nach dem noch nicht gesucht wurde, während einer Großfahndung in Hamburg verhaftet. Zum Zeitpunkt der Verhaftung war er mit dem RAF-Mitglied Petra Schelm unterwegs. Schelm wurde bei der Festnahme erschossen. Sie war das erste Todesopfer im Zusammenhang mit der RAF.
Hoppe wurde 1972 wegen dreifachen versuchten Totschlags zu zehn Jahren Gefängnis verurteilt, weil er bei seiner Festnahme auf Polizisten geschossen hatte.
Terroristen der zweiten Generation der RAF versuchten vergeblich, Hoppe und andere 1975 durch die Geiselnahme von Stockholm und im Deutschen Herbst 1977 freizupressen. 1978 sagte sich Hoppe von der RAF los und wurde 1979 vorzeitig entlassen, weil er in der Haft schwer erkrankt war.